# Altoids
Altoids è una nota marca di mentine in circolazione fondata nel 1780. Le mentine Altoids sono pastiglie di menta piperita più forti delle mentine comuni e sono state prodotte per la prima volta dalla Smith & Company in Gran Bretagna nel 1780. Il marchio è attualmente di proprietà della Wrigley, una azienda di gomme da masticare.

Le mentine Altoids sono famose tanto per il loro sapore quanto per la loro confezione, un barattolino rettangolare in latta.

## Storia
Alla fine del 1780, in Inghilterra, Smith Kendon, fondatore di una piccola società dolciaria chiamata Smith & Company, inventò la ricetta di un nuovo prodotto che venne chiamato Altoids. Erano mentine inizialmente create per curare dolori di mal di stomaco e disturbi intestinali.
A metà dell'Ottocento l'azienda ideatrice del prodotto, la Smith & Company, venne fusa con la Callard & Browser, una pasticceria inglese fondata nel 1837.
Le Altoids arrivarono per la prima volta negli Stati Uniti nel 1918. Lo slogan pubblicitario recitava "Le originali e celebrate mentine curiosamente forti" e affermava che le mentine potevano combattere i dolori di stomaco. La loro "forza curiosa" era infatti attribuita all'abbondante presenza nelle mentine di olio di menta piperita reale, come prescritto nella ricetta originale. Ben presto le Altoids vennero usate dai consumatori per combattere l'alito cattivo e da allora il prodotto iniziò ad essere commercializzato come cura per problemi di alitosi.
Nel 1982 la Callard & Browser venne venduta alla Terry's of York, produttrice di cioccolato e dolciumi in Inghilterra.
Nel 1993 la Terry's of York fu rilevata dalla compagnia di tabacco Kraft/Philip Morris e così anche il marchio Altoids.
Nel 2004 la compagnia di gomme da masticare Wrigley of Chicago acquistò il marchio Altoids dalla Kraft per 1,5 miliardi di dollari.

## Produzione
Inizialmente le mentine Altoids venivano prodotte a Bridgend, Galles. A partire dal 2007, l'attuale azienda proprietaria Wrigley ha spostato la produzione delle mentine dalla Gran Bretagna allo stabilimento di Chattanooga, TN, poiché gli Stati Uniti sono il paese dove vengono maggiormente vendute le Altoids.
Le gomme da masticare Altoids vengono invece prodotte in Italia.

## Confezione
Inizialmente le mentine Altoids erano confezionate in piccole scatoline di cartone rettangolari. Solo a partire dal 1920 iniziarono ad essere vendute negli attuali contenitori di latta, una decisione presa dalla compagnia per evitare schiacciamenti o involontarie fuoriuscite da tasche e borse.
Il materiale utilizzato per la confezione delle Altoids, la latta, è uno dei materiali più riciclabili usati nella fabbricazione di prodotti confezionati. Nel ventunesimo secolo le confezioni di latta vuote delle mentine Altoids sono diventate un accessorio di tendenza. Alcune persone riempiono le confezioni vuote di bende e garze e le riutilizzano come kit medici di emergenza, altre le riempiono con tabacco o droga. Alcune confezioni sono state trasformate in MP3, radio amatoriali, macchine fotografiche semplici, scatole ricordo, pacchetti regalo decorati, kit da cucito e fornelli da campeggio di emergenza.

## Varietà
Callard and Bowser ha usato il nome Altoids anche per altri prodotti.
Il suo prodotto più conosciuto rimane la mentina originale al sapore di menta pipertita, ma si sono aggiunte col tempo altre varietà di gusti che hanno reso popolare il marchio Altoids.
La prima varietà, Wintergreen, un tipo di pianta, fu introdotta nel 1997. Da allora seguirono l'aggiunta dei gusti menta verde, cannella e crema di menta e di mentine senza zucchero.
Dal 2001 diventa disponibile la popolare edizione di San Valentino delle Altoids, "Love Tins".
Dal 2002 sotto il marchio Altoids vengono commercializzate nella stessa confezione di latta non solo mentine, ma anche caramelle in diversi gusti quali mela, lampone, mango, frutto della passione.
Dal 2003 entrano a far parte del marchio anche le gomme da masticare. Nel dicembre dello stesso anno vengono introdotte anche le gomme da masticare senza zucchero.
Nel 2007 le mentine Altoids sono disponibili anche sotto forma di cioccolato fondente.
Nell'ottobre 2009 tra le mentine viene introdotto il nuovo sapore di Miele.
Nel marzo del 2010 sono introdotte versioni di mentine Altoids in misura più piccola.

## Altoids negli altri paesi
Le Altoids sono vendute anche in altri paesi al di fuori degli Stati Uniti, quali Canada, Germania, Corea del Sud, Gran Bretagna, Italia e vari paesi del Sud America.

## Curiosità
- Non è conosciuto il motivo per cui sono state chiamate Altoids. La compagnia attribuiva il suffisso "oids" a tutti i suoi prodotti che avevano un fine medico, ma il perché venne aggiunto il prefisso "alt" rimane sconosciuto.[3]
- Non sono mai stati riscontrati dei benefici medici nelle mentine Altoids. Le mentine donano un alito fresco ma non curano definitivamente l'alito cattivo dovuto a problemi di stomaco come inizialmente veniva promesso.[3]
- Le Altoids sono famose anche per essere spesso usate dagli attori hollywoodiani prima di filmare scene che coinvolgono baci.[3]
- Tre mentine Altoids contengono 10 calorie. Una mentina senza zucchero contiene 0,5 calorie.[3]
- In un'intervista Harrison Ford dichiara di essere Altoids-dipendente e di chiamarle le Altoids "acting pills", pillole di scena.[6]
- Il prodotto viene usato anche da altre star quali Whitney Cummings, Kevin Rudolf, Cheryl Burke, Jessica Stroup.[7]